# Carl Kneiff
Carl Friedrich Kneiff (* 14. November 1829 in Nordhausen; † 6. September 1902 ebenda) war ein deutscher Unternehmer und Botaniker.
Er war der Sohn von Carl August Kneiff (1800–1866) und Friederike Christiane Volborn (1801–1871).
Zusammen mit seinem Bruder Rudolph Kneiff war er seit 1862 der Inhaber der Tabakfabrik C.A.Kneiff. Kneiff beauftragte 1875 Heinrich Siesmayer mit der Anlage von Park Hohenrode. Bereits 1874 hatte er Ludwig Bohnstedt mit dem Entwurf der „Villa Kneiff“ beauftragt, die er jedoch erst 1894 bezog.
1873 wurde Kneiff als Mitglied der Handelskammer Nordhausen gewählt.
Kneiff gehörte zu den Gründungsmitgliedern der Deutschen Dendrologischen Gesellschaft.
Im Jahr 1896 wurde Kneiff in den Verein zur Beförderung des Gartenbaus aufgenommen. Der Botaniker Hermann Zabel benannte 1896 nach Kneiff eine neue Varietät des Wald-Geißbarts: Aruncus sylvester Kosteletzky var. kneifii Zabel, auch erwähnt als Spiraea aruncus var. kneifii.
Am 21. September 1850 erste Hochzeit mit Frieder Dorothee Auguste Siemann und die zweite Hochzeit folgte am 15. September 1863 mit Olga Stegemann. Ein Bruder ist der Großvater von Erika Schatte, der Ehefrau von Heimo Isbert.

## Dokumentarfilm
- Ria Weber: Das Juwel von Nordhausen und seine rüstigen Retter. MDR, 2017.